# 沼委陵菜

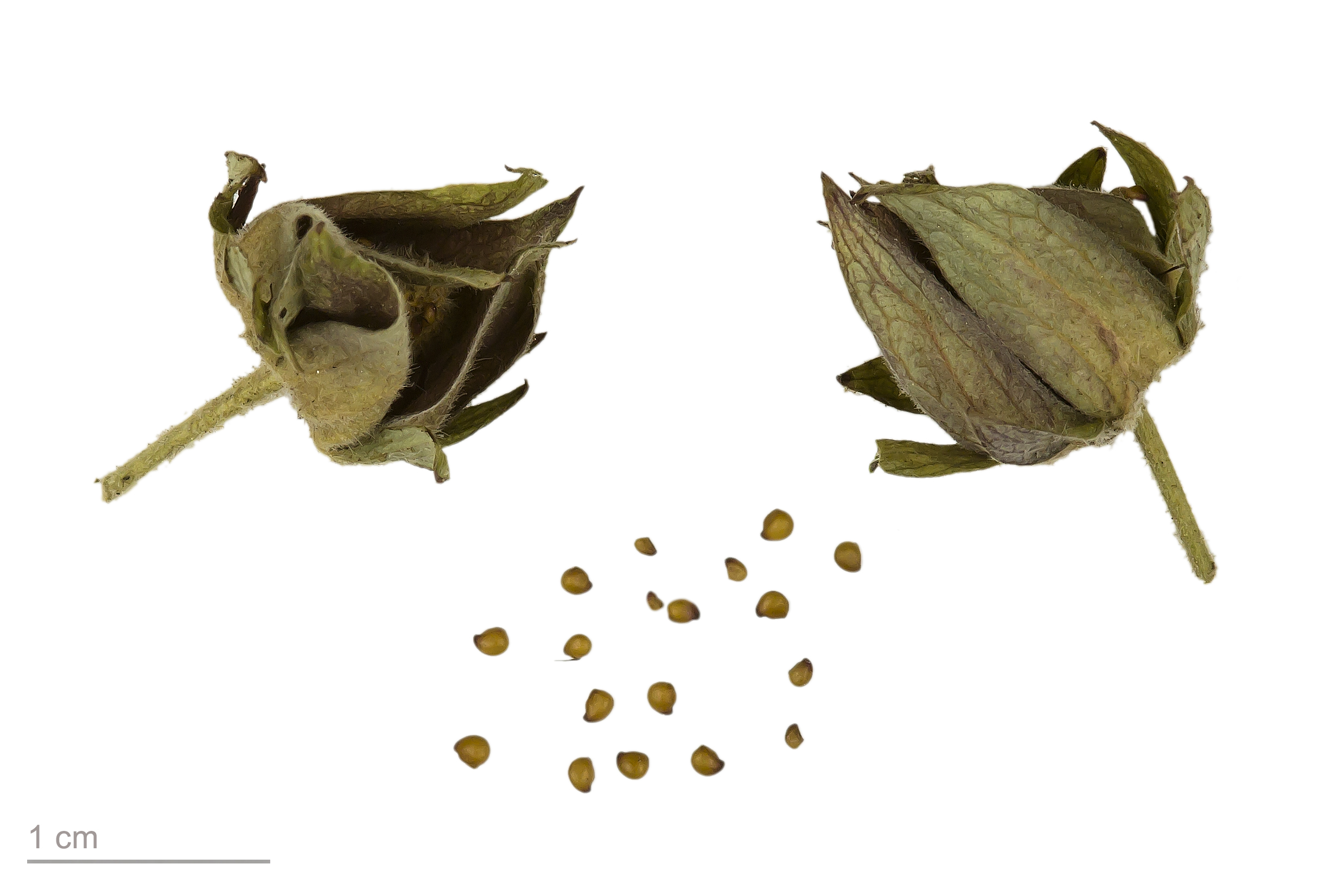
Comarum palustre

沼委陵菜（学名：Comarum palustre）为蔷薇科沼委陵菜属的植物。分布于朝鲜、欧洲及北美洲、蒙古、俄罗斯、日本以及中国大陆的内蒙古、黑龙江、辽宁、吉林、河北等地，生长于海拔400米至800米的地区，一般生于沼泽和泥炭沼泽，目前尚未由人工引种栽培。